# Patrizia Foundation
Die Patrizia Foundation (Eigenschreibweise PATRIZIA Foundation) investiert weltweit in Infrastruktur im Bildungs-, Gesundheits- und Betreuungssektor mit der Mission, Kinder und Jugendliche durch den Zugang zu hochwertiger Bildung ein selbstbestimmtes Leben zu ermöglichen. Die Schulen, Gesundheits- und Fürsorgeeinrichtungen werden von lokalen und etablierten Partnerorganisationen in enger Zusammenarbeit mit der Patrizia Foundation für mindestens 25 Jahre betrieben.
Seit 1999 konnte die Stiftung über 700.000 Kindern und Jugendlichen Zugang zu Bildung, Gesundheitsvorsorge und Fürsorge ermöglichen. 2024 existieren weltweit 25 Kinderhaus-Projekte in 15 Ländern auf fünf Kontinenten. Die erklärte Vision der Stiftung ist es, bis 2030 einer Million Kindern und Jugendlichen durch den Zugang zu Bildung eine bessere Zukunft zu ermöglichen.

## Gründung und Entwicklung
Die als gemeinnützig anerkannte Stiftung in Deutschland und dem Vereinigten Königreich mit Hauptsitz in Augsburg sowie einer Niederlassung in London, wurde am 22. Dezember 1999 von Wolfgang Egger (Vorstandsvorsitz Patrizia SE) unter dem Namen Patrizia KinderHaus-Stiftung gegründet. Im September 2018 wurde in deren Träger- und Treuhandverpflichtung die geschäftsführende Patrizia Foundation als unselbständige, gemeinnützige Stiftung des privaten Rechts errichtet. Die Stiftung ist weiterhin unabhängig.
Im Frühjahr 2024 wurde die PATRIZIA Stiftung UK COI mit Niederlassung in London eröffnet, unterstützt vom britischen Komponisten Lord Andrew Lloyd Webber und Lady Lloyd Webber als globale Botschafter. Das erste Projekt in Großbritannien ist eine Kooperation mit der renommierten britischen Organisation „Music in Secondary Schools Trust“ (MiSST), die Schülern aus armen oder bildungsfernen Familien den Zugang zu Instrumenten sowie zu klassischem Musikunterricht ermöglicht.
Die Stiftung ist Mitglied im Deutschen Spendenrat e.V., im Bundesverband Deutscher Stiftungen, und im Deutschen Fundraising Verband. Außerdem engagiert sie sich in der Initiative Transparente Zivilgesellschaft. Die britische Stiftung ist zudem bei der unabhängigen Fundraising-Regulierungsbehörde Fundraising Regulator registriert.
Anlässlich des 25-jährigen Jubiläums startet die Stiftung im Jahr 2025 die PRIME25 Alliance, ein Netzwerk aus starken Partnern aus dem Mittelstand, die unter dem Motto „Do good – Be great“ gemeinsam Verantwortung übernehmen. Medienpartner der Allianz ist das Wirtschaftsmagazin ‚brand eins‘.

## Grundsätze
Ziel und Mission der Stiftung ist es, weltweit Kindern und Jugendlichen den Zugang zu hochwertiger Bildung, Gesundheitsvorsorge und Fürsorge zu ermöglichen und sie somit zu einem freien und selbstbestimmten Leben zu befähigen. Der Schlüssel für eine gute Zukunft ist eine hochwertige Bildung, um dauerhaft den Kreislauf ihrer Armut zu durchbrechen. Mit verantwortungsvoll gewählten Projekten schließt sie Lücken der lokalen Infrastruktur mit Schulen, Kindergärten, Kinderkrankenhäusern, Ausbildungszentren, Waisenheimen und Wohnheimen, wo sie am dringendsten gebraucht werden.
Die Projektarbeit wird vollständig durch Spenden finanziert. Durch eine jährliche Spende der Patrizia SE kann die Stiftung 100 % der Spenden direkt in die Projekte leiten.
In den jeweiligen Ländern agiert die Stiftung gemeinsam mit örtlich etablierten Partnerorganisationen. Die Projekte basieren auf dem Prinzip Hilfe zur Selbsthilfe und werden auf eine Laufzeit von mindestens 25 Jahren festgesetzt.
2021 entwickelt die Patrizia Foundation zusammen mit dem NPO Kompetenzzentrum der Wirtschaftsuniversität Wien ein Wirkungsmodell zur Impactmessung.
Die Stiftung agiert im Sinne der United Nations Sustainable Development Goals (SDG) mit besonderem Fokus – aber nicht ausschließlich – auf das SDG 4, der Zugang zu hochwertiger Bildung. Des Weiteren engagiert sich die Stiftung für das SDG 1 (Verringerung der Armut), SDG 2 (Bekämpfung von Hunger), SDG 3 (Gesundheitsvorsorge) und SDG 10 (Beseitigung globaler Ungleichheit).

## Projekte
Die Patrizia Foundation engagiert sich weltweit in insgesamt 25 Projekten und mehreren Programmen. Im Bildungssektor konnte die Stiftung bisher erfolgreich 14 Bildungseinrichtungen etablieren, die von frühkindlicher Bildung über Grund- und weiterführende Schulen bis zur Berufsausbildung reichen. Mehrere weitere Bildungsprojekte befinden sich derzeit im Bau und in der Planung.
Die Stiftung betreut vier KinderHaus-Projekte in Europa, fünf in Asien, 14 in Afrika, eines in Mittel- und eines in Südamerika. Die grundlegende Überzeugung, dass ein sicheres Zuhause und gute Gesundheit die Grundlage für hochwertiges Lernen bilden, spiegelt sich in den vier bereits etablierten Gesundheitseinrichtungen wider.
Das „Ready for the Future“-Programm legt den Fokus auf die Vorbereitung der jungen Generation auf die digitale Zukunft, indem sie im Umgang mit digitalen Medien und modernen Lernmethoden geschult werden. Die Weiterbildung der Lehrkörper, in dem UNHCR Programm Essence of Learning, soll in pädagogischen Maßnahmen mit kindzentrierten Lehrmethoden schulen.
Für die Kampagne Hearts4Change konnte die Stiftung den Fußballer Mario Götze und den ehemaligen sportlichen Leiter des FC Bayern München, Halil Altıntop, sowie Augsburgs Oberbürgermeisterin Eva Weber als ehrenamtliche Testimonials gewinnen. In Augsburg engagiert sich die Stiftung für das Projekt Ziegelhof und nach dem Angriff Russlands auf die Ukraine für die Ukrainische Samstagsschule.

## Leitung
Die Stiftung wird nach außen durch einen geschäftsführenden Stiftungsvorstand vertreten. Der Stiftungsrat überwacht den Stiftungsvorstand, entscheidet über neue Projekte und wird durch den Stiftungsbeirat beraten. Alle Gremienmitglieder engagieren sich ausschließlich ehrenamtlich.
Seit dem 1. April 2023 vertritt und führt die Geschäftsführerin Astrid Gabler, ehemals Leitung Kommunikation und Programme der Fuggerschen Stiftungen, die Stiftung.
Nach einem Jahr als Geschäftsführerin wurde Astrid Gabler am 15. April 2024 vom Stiftungsrat zur Vorstandsvorsitzenden gewählt. Mit Astrid Gabler als Vorstandsvorsitzende will die Patrizia Stiftung ihre Partner erweitern und die wegweisenden Projekte zur Verbesserung der Bildung, Gesundheitsversorgung und Fürsorge für benachteiligte Kinder und Jugendliche weltweit fortsetzen.

## Finanzierung
Die Stiftung finanziert sich ausschließlich über Spenden und Sponsoringmittel. Die Projektarbeit wird vollständig durch Spenden finanziert. Durch eine jährliche Spende der Patrizia SE kann die Stiftung 100 % der Spenden direkt in die Projekte leiten.
Die Mittelverwendung sowie die Gemeinnützigkeit der Stiftung werden jährlich durch die Regierung von Schwaben überprüft.

## Belege
1. ↑  Vision & Mission. In: Patrizia Foundation. Abgerufen am 26. März 2024 (deutsch).
2. ↑  gemeinnützig anerkannte Stiftungen
3. ↑  Patrizia-Stiftung eröffnet Büro in London mit prominenter Unterstützung. 7. Juli 2024, abgerufen am 2. September 2024.
4. ↑  PATRIZIA FOUNDATION AND MUSIC IN SECONDARY SCHOOLS TRUST. Abgerufen am 2. September 2024.
5. ↑  PATRIZIA KinderHaus-Stiftung. Abgerufen am 2. September 2024 (deutsch).
6. ↑  Mitgliedschaft im Bundesverband. Abgerufen am 2. September 2024.
7. ↑  Deutscher Fundraising Verband. Abgerufen am 2. September 2024 (deutsch).
8. ↑  Initiative Transparente Zivilgesellschaft | Unterzeichnerliste. Abgerufen am 2. September 2024.
9. ↑  Ethical fundraising, sustainable giving | Fundraising Regulator. 13. August 2024, abgerufen am 2. September 2024 (englisch).
10. ↑  Die PRIME25 Alliance: Patrizia Foundation x brand eins. brand eins, abgerufen am 2. September 2024.
11. ↑  Unsere Vision und Mission für eine nachhaltige Zukunft. In: Patrizia Foundation. Abgerufen am 2. September 2024 (deutsch).
12. ↑  WU (Wirtschaftsuniversität Wien). Abgerufen am 2. September 2024.
13. ↑  Nations Sustainable Development Goals
14. ↑  Projekte weltweit. In: Patrizia Foundation. Abgerufen am 2. September 2024 (deutsch).
15. ↑  Essence of Learning
16. ↑  Patrizia initiiert neue Bildungskampagne mit Fußballweltmeister Mario Götze, auf b4bschwaben.de
17. ↑  Ukrainische Samstagsschule, auf ukrainischer-verein-augsburg.de
18. ↑  Astrid Gabler wechselt zur Patrizia Foundation. Abgerufen am 2. September 2024.
19. ↑  Pressemitteilung: Astrid Gabler ist neue Vorstandsvorsitzende. In: Patrizia Foundation. Patrizia Foundation, 15. April 2024, abgerufen am 2. September 2024.